# Alfred Percival Maudslay

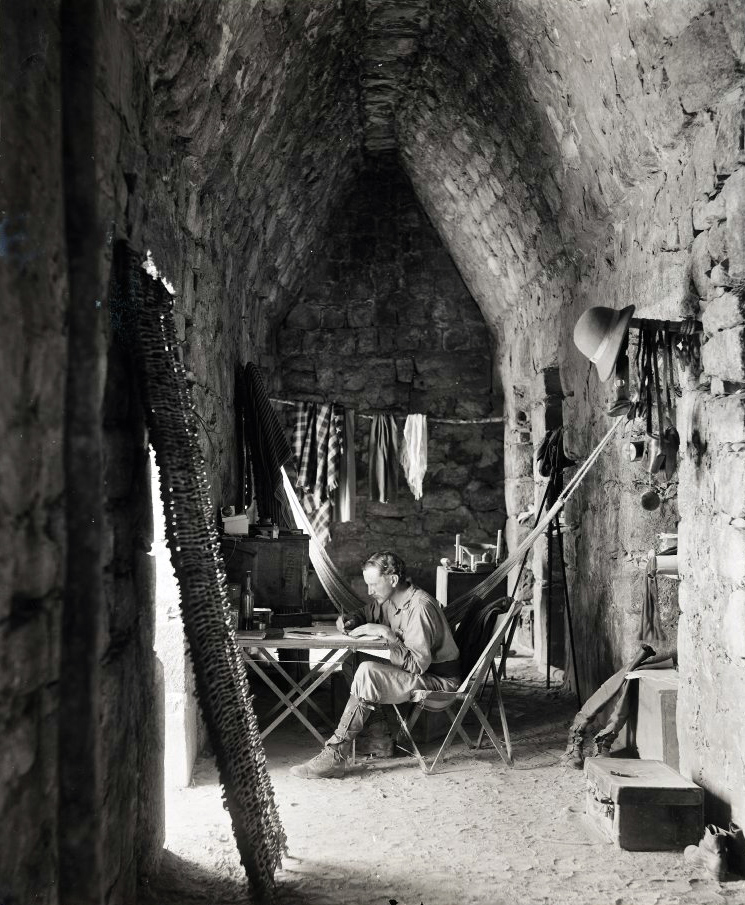
Alfred Percival Maudslay w Chichén Itzá, 1889

Alfred Percival Maudslay (ur. 18 marca 1850, zm. 22 stycznia 1931) – brytyjski dyplomata, odkrywca i archeolog, prowadził badania na kontynencie amerykańskim. Poznawał kulturę Majów.
W latach 1868–75 studiował w Trinity Hall na Uniwersytecie Cambridge.
Prowadził badania terenowe w latach 1881-1894. Owocem były opisy, szkice, a także zbiór oryginalnych zabytków oraz odlewy płaskorzeźb i inskrypcji.